# Kungs
Valentin Brunel (pronunciación en francés: /valɑ̃tɛ̃ bʁynɛl/; Tolón; 17 de diciembre de 1996), conocido por su nombre artístico Kungs (/kʊŋz/), es un DJ, remezclador y productor discográfico francés. 
Lanzó su primer álbum Layers en 2016 después del éxito «This Girl» en colaboración con Cookin' on 3 Burners que se convirtió en un éxito internacional. Tuvo en éxito continuo con «Don't You Know» junto a Jamie N Commons y «I Feel So Bad» con Ephemerals.

## Carrera
Valentin eligió el nombre artístico 'KUNGS' (' Señor (Sr.) ' en letón ) después de buscar en línea la traducción de la palabra 'caballero' en varios idiomas. Comenzó a tocar música cuando tenía cinco años, tocando un djembe que fue un regalo de sus padres. Creció escuchando clásicos del rock and roll con su padre, incluidos The Who y The Kooks. Comenzó a escribir y publicar en línea sus propias composiciones cuando tenía diecisiete años. Sus remixes de "Jamming" de Bob Marley and the Wailers y "West Coast" de Lana Del Rey con nuevas voces de Molly alcanzaron varios millones de reproducciones en SoundCloud y YouTube. El remix de Kungs de "Are You with Me" de Lost Frequencies logró más de 16 millones de visitas en YouTube. En enero de 2016, fue el telonero de algunas actuaciones en Europa en el Listen Tour de David Guetta. 
Kungs lanzó su primera obra extendida This Girl en 2016 después de su remix de Cookin 'on 3 Burners "This Girl", que alcanzó el número 1 en Francia, Alemania y Suiza y el número 2 en la Singles Chart del Reino Unido en 2016. Desde entonces lanzó el sencillo "Don't You Know" con Jamie N Commons y "I Feel So Bad" con Ephemerals. Los tres sencillos de Kungs en 2016 se lanzaron en su álbum debut Layers, que se lanzó el 4 de noviembre.
El 23 de marzo de 2018, 'Kungs' tocó en un set en vivo en el Miami Ultra Music Festival. Siguió los actos de sus compañeros artistas Raiden y Kosuke para interpretar su set individual en el Ultra Main Stage 2018.

## Discografía

### Álbum
| Título | Detalles                                                                                        | Mejor posición en listas | Mejor posición en listas | Mejor posición en listas | Mejor posición en listas | Mejor posición en listas | Mejor posición en listas |
| Título | Detalles                                                                                        | FRA                      | AUT                      | CAN                      | GER                      | Baile de Reino Unido     | EE. UU.                  |
| ------ | ----------------------------------------------------------------------------------------------- | ------------------------ | ------------------------ | ------------------------ | ------------------------ | ------------------------ | ------------------------ |
| Layers | - Lanzamiento: 4 de noviembre de 2016 - Sello: House of Barclay - Formato: CD, descarga digital | 8                        | 74                       | 33                       | 56                       | 4                        | 196                      |

### Sencillos
| "This Girl" (Kungs vs. Cookin' on 3 Burners)                                   | 2016 | 1  | 17 | 2 | 9 | 1  | 3 | 20 | 8 | 6  | 2   | - SNEP: Diamond - ARIA: Platino - BPI: 2× Platino - BVMI: 2× Platino - IFPI DEN: Oro - RIAA: Platino | Layers |
| "Don't You Know"(presentando Jamie N Commons)                                  | 2016 | 5  | —  | 8 | — | 16 | — | —  | — | 17 | 172 | - SNEP: Platino - BVMI: Oro                                                                          | Layers |
| "I Feel So Bad" (presentando Ephemerals)                                       | 2016 | 3  | —  | — | — | 88 | — | —  | — | 52 | —   | - SNEP: Diamond                                                                                      | Layers |
| "You Remain" (presentando Ritual)                                              | 2016 | 45 | —  | — | — | —  | — | —  | — | —  | —   | | Layers |
| "More Mess"(presentando Olly Murs y Coely)                                     | 2017 | 20 | —  | — | — | —  | — | —  | — | —  | —   | |        |
| "Be Right Here"(con Stargate presentando Goldn)                                | 2018 | 15 | —  | — | — | —  | — | —  | — | —  | —   | |        |
| "Disco Night" (con Throttle)                                                   | 2018 | —  | —  | — | — | —  | — | —  | — | —  | —   | |        |
| "—" Indica que el sencillo no fue lanzado o no se posicionó en ese territorio. |      |    |    |   |   |    |   |    |   |    |     | |        |

## Premios y nominaciones
| Año  | Premios                       | Categoría                        | Recipient   | Resultado | Ref    |
| ---- | ----------------------------- | -------------------------------- | ----------- | --------- | ------ |
| 2016 | NRJ Premios de música         | Mejor Nuevo DJ                   | Kungs       | Nominado  | [ 22 ] |
| 2016 | NRJ Premios de música         | Baile Solo mejor/Electro         | "This Girl" | Ganador   | [ 22 ] |
| 2016 | LOS40 Premios de Música       | Acto Nuevo internacional del Año | Kungs       | Ganador   | [ 23 ] |
| 2017 | Premios de Música electrónica | Artista nuevo del Año            | Kungs       | Nominado  | [ 24 ] |